# پانیدا کامسری
پانیدا کامسری (تایلندی: พนิดา คำศรี؛ زادهٔ ۱۳ ژانویهٔ ۱۹۸۹)  وزنه‌بردار زن اهل تایلند است.
وی در مسابقات کشوری و بین‌المللی در مجموع برندهٔ ۱ مدال نقره، ۲ مدال برنز شده‌است.